# IIHF Continental Cup 2010-2011
La 14ª edizione della Continental Cup organizzata dalla federazione internazionale di hockey su ghiaccio ha vista confermata la formula della stagione precedente, con 19 compagini iscritte, vincitrici dei campionati delle nazioni europee che nel ranking IIHF occupano le posizioni dall'ottava in poi.
Alla luce del fatto che anche per questa stagione la federazione, per il mancato accordo coi club, mantenne la sospensione della Champions Hockey League, la Continental Cup era nuovamente l'unica competizione europea per squadre di club maschili.
La formula è la consueta, con un gruppo preliminare da quattro squadre (provenienti dagli ultimi 4 campionati secondo il ranking), la prima delle quali si è qualificata al secondo turno. Al secondo turno ci saranno due gironi da quattro squadre, con 7 squadre qualificate per la posizione nel ranking e la vincitrice del primo turno. Le due vincenti passano al terzo turno, che funziona con lo stesso meccanismo: due gironi da 4, con 6 squadre qualificate per il ranking e le due vincenti il secondo turno.
Il girone finale (o Super Final) vede qualificate di diritto la squadra ospitante (i bielorussi Yunost Minsk) e i detentori dell'EC Red Bull Salzburg, rappresentante dell'Austria.
I gironi, i luoghi ospitanti e le squadre partecipanti sono state decise il 12 giugno 2010 a Budapest.

## Primo turno

### Gruppo A
Gli incontri del gruppo A si sono tenuti a Jaca, Spagna, dal 24 al 26 settembre 2010.
Al girone hanno preso parte le quattro squadre provenienti dai paesi con il peggiore ranking. Il club Energija Elektrenai non ha potuto partecipare perché il loro volo è stato cancellato.
- Energija Elektrenai,  Lituania
- Bat Yam HC,  Israele
- CH Jaca,  Spagna
- Ankara University SK,  Turchia

#### Partite
| 24 settembre 2010 Ore 21:00 CET | CH Jaca              | 15:0 (2:0, 7:0, 6:0) | Bat Yam HC           | Pabellón de Hielo, Jaca Spettatori: 437 |
| 25 settembre 2010 Ore 21:00 CET | Bat Yam HC           | 3:8 (0:3, 1:3, 2:2)  | Ankara University SK | Pabellón de Hielo, Jaca Spettatori: 250 |
| 26 settembre 2010 Ore 21:00 CET | Ankara University SK | 1:7 (1:4, 0:1, 0:2)  | CH Jaca              | Pabellón de Hielo, Jaca Spettatori: 750 |

#### Classifica
| Pos. |                      | PG | V | VOT | POT | P | Reti | Pt. |
| 1.   | CH Jaca              | 2  | 2 | 0   | 0   | 0 | 22:1 | 6   |
| 2.   | Ankara University SK | 2  | 1 | 0   | 0   | 1 | 9:10 | 3   |
| 3.   | Bat Yam HC           | 2  | 0 | 0   | 0   | 2 | 3:23 | 0   |
| 4.   | Energija Elektrenai  | -  | - | -   | -   | - | -:-  | -   |

## Secondo turno

### Gruppo B
Gli incontri del gruppo B si sono tenuti a Tilburg, Paesi Bassi, dal 22 al 24 ottobre 2010.
Le quattro squadre partecipanti:
- Kohtla-Järve Viru Sputnik,  Estonia
- KS Cracovia Krakau,  Polonia
- Tilburg Trappers,  Paesi Bassi
- CH Jaca,  Spagna (Vincitrice gruppo A)

#### Partite
| 22 ottobre 2010 16:00 CET | KS Cracovia Krakau        | 9:1 (1:0, 4:0, 4:1)  | Kohtla-Järve Viru Sputnik | IJssportcentrum, Tilburg Spettatori: non specificato |
| 22 ottobre 2010 20:00 CET | Tilburg Trappers          | 8:2 (2:1, 3:0, 3:1)  | CH Jaca                   | IJssportcentrum, Tilburg Spettatori: 1.000           |
| 23 ottobre 2010 15:00 CET | KS Cracovia Krakau        | 10:1 (2:0, 5:1, 3:0) | CH Jaca                   | IJssportcentrum, Tilburg Spettatori: 600             |
| 23 ottobre 2010 19:00 CET | Kohtla-Järve Viru Sputnik | 7:4 (5:1, 0:2, 2:1)  | Tilburg Trappers          | IJssportcentrum, Tilburg Spettatori: 900             |
| 24 ottobre 2010 14:00 CET | Tilburg Trappers          | 4:5 (0:0, 2:1, 2:4)  | KS Cracovia Krakau        | IJssportcentrum, Tilburg Spettatori: 1.000           |
| 24 ottobre 2010 18:00 CET | CH Jaca                   | 3:5 (2:1, 0:2, 2:1)  | Kohtla-Järve Viru Sputnik | IJssportcentrum, Tilburg Spettatori: 200             |

#### Classifica
| Pos |                           | PG | V | VOT | POT | P | Reti  | Punti |
| 1.  | KS Cracovia Krakau        | 3  | 3 | 0   | 0   | 0 | 24:6  | 9     |
| 2.  | Kohtla-Järve Viru Sputnik | 3  | 2 | 0   | 0   | 1 | 13:16 | 6     |
| 3.  | Tilburg Trappers          | 3  | 1 | 0   | 0   | 2 | 16:14 | 3     |
| 4.  | CH Jaca                   | 3  | 0 | 0   | 0   | 3 | 6:23  | 0     |

### Gruppo C
Gli incontri del gruppo C si sono tenuti a Maribor, Slovenia, dal 22 al 24 ottobre 2010.
Le quattro squadre partecipanti:
- HDK Maribor,  Slovenia
- Dunaujvarosi Acélbikák,  Ungheria
- SC Miercurea Ciuc,  Romania
- HK Sary-Arka Karaganda,  Kazakistan

#### Partite
| 22 ottobre 2010 15:30 CET | HK Sary-Arka Karaganda | 7:0 (3:0, 2:0, 2:0) | Dunaújvárosi Acélbikák | Ledna Dvorana Tabor, Maribor Spettatori: 370 |
| 22 ottobre 2010 19:00 CET | HDK Stavbar Maribor    | 3:8 (1:3, 1:4, 1:1) | SC Miercurea Ciuc      | Ledna Dvorana Tabor, Maribor Spettatori: 490 |
| 23 ottobre 2010 15:30 CET | SC Miercurea Ciuc      | 4:3 (3:2, 0:0, 1:1) | HK Sary-Arka Karaganda | Ledna Dvorana Tabor, Maribor Spettatori: 350 |
| 23 ottobre 2010 19:00 CET | Dunaújvárosi Acélbikák | 2:3 (2:2, 0:0, 0:1) | HDK Stavbar Maribor    | Ledna Dvorana Tabor, Maribor Spettatori: 555 |
| 24 ottobre 2010 15:30 CET | Dunaújvárosi Acélbikák | 5:2 (1:0, 1:0, 3:2) | SC Miercurea Ciuc      | Ledna Dvorana Tabor, Maribor Spettatori: 370 |
| 24 ottobre 2010 19:00 CET | HDK Stavbar Maribor    | 2:6 (0:2, 2:2, 0:2) | HK Sary-Arka Karaganda | Ledna Dvorana Tabor, Maribor Spettatori: 570 |

#### Classifica
| Pos. |                        | PG | V | VOT | POT | P | Reti  | Punti |
| 1.   | SC Miercurea Ciuc      | 3  | 2 | 0   | 0   | 1 | 14:11 | 6     |
| 2.   | HK Sary-Arka Karaganda | 3  | 2 | 0   | 0   | 1 | 16:6  | 6     |
| 3.   | HDK Stavbar Maribor    | 3  | 1 | 0   | 0   | 2 | 8:16  | 3     |
| 4.   | Dunaújvárosi Acélbikák | 3  | 1 | 0   | 0   | 2 | 7:12  | 3     |

## Terzo turno

### Gruppo D
Gli incontri del gruppo D si sono tenuti a Rouen, Francia, dal 26 al 28 novembre 2010.
Le quattro squadre partecipanti:
- Dragons de Rouen,  Francia
- Coventry Blaze,  Regno Unito
- Liepajas Metalurgs,  Lettonia
- KS Cracovia Krakau,  Polonia (Vincitrice gruppo B)

#### Partite
| 26 novembre 2010 16:30 CET | Coventry Blaze     | 6:1 (3:0, 3:0, 0:1)             | Liepajas Metalurgs | Patinoire L’île Lacroix, Rouen Spettatori: 1.291 |
| 26 novembre 2010 20:00 CET | Dragons de Rouen   | 1:2 d.t.s. (0:1, 1:0, 0:0, 0:1) | Cracovia           | Patinoire L'île Lacroix, Rouen Spettatori: 1.991 |
| 27 novembre 2010 16:30 CET | Cracovia           | 1:6 (0:1, 1:3, 0:2)             | Coventry Blaze     | Patinoire L'île Lacroix, Rouen Spettatori: n.d.  |
| 27 novembre 2010 20:00 CET | Liepajas Metalurgs | 1:4 (1:1, 0:3, 0:0)             | Dragons de Rouen   | Patinoire L'île Lacroix, Rouen Spettatori: 2.258 |
| 28 novembre 2010 16:00 CET | Liepajas Metalurgs | 5:7 (0:3, 2:4, 3:0)             | Cracovia           | Patinoire L'île Lacroix, Rouen Spettatori:       |
| 28 novembre 2010 19:30 CET | Dragons de Rouen   | 7:3 (3:2, 2:1, 2:0)             | Coventry Blaze     | Patinoire L'île Lacroix, Rouen Spettatori:       |

#### Classifica
| Pos. |                    | PG | V | VOT | POT | P | Reti  | Punti |
| 1.   | Dragons de Rouen   | 3  | 2 | 0   | 1   | 0 | 12:5  | 7     |
| 2.   | Coventry Blaze     | 3  | 2 | 0   | 0   | 1 | 15:9  | 6     |
| 3.   | KS Cracovia Krakau | 3  | 1 | 1   | 0   | 1 | 10:12 | 5     |
| 4.   | Liepajas Metalurgs | 3  | 0 | 0   | 0   | 3 | 7:17  | 0     |

### Gruppo E
Gli incontri del gruppo E si sono tenuti ad Asiago, Italia, dal 26 al 28 novembre 2010.
Le quattro squadre partecipanti:
- Hockey Club Asiago,  Italia
- SønderjyskE Ishockey,  Danimarca
- Sokil Kyiv,  Ucraina
- SC Miercurea Ciuc  Romania (Vincitrice gruppo C)

#### Partite
| 26 novembre 2010 17:00 CET | SønderjyskE    | 5:3 (1:1, 4:1, 0:1)                | Miercurea Ciuc | Odegar, Asiago Spettatori: 400    |
| 26 novembre 2010 20:30 CET | Asiago         | 4:3 d.r. (1:0, 2:1, 0:2, 0-0, 1-0) | Sokil Kyiv     | Odergar, Asiago Spettatori: 1.100 |
| 27 novembre 2010 17:00 CET | Sokil Kyiv     | 2:3 (0:0, 2:1, 0:2)                | SønderjyskE    | Odergar, Asiago Spettatori: 500   |
| 27 novembre 2010 20:30 CET | Miercurea Ciuc | 1:6 (0:3, 0:1, 1:2)                | Asiago         | Odergar, Asiago Spettatori: 1.500 |
| 28 novembre 2010 17:00 CET | Sokil Kyiv     | 7:4 (2:1, 3:0, 2:3)                | Miercurea Ciuc | Odergar, Asiago Spettatori: 300   |
| 28 novembre 2010 20:30 CET | Asiago         | 3:4 d.r. (1:0, 0:1, 2:2, 0:0, 0:1) | SønderjyskE    | Odergar, Asiago Spettatori: 1.700 |

#### Classifica
| Pos. |                      | PG | V | VOT | POT | P | Reti  | Punti |
| 1.   | SønderjyskE Ishockey | 3  | 2 | 1   | 0   | 0 | 12:8  | 8     |
| 2.   | Hockey Club Asiago   | 3  | 1 | 1   | 1   | 0 | 13:8  | 6     |
| 3.   | Sokil Kyiv           | 3  | 1 | 0   | 1   | 1 | 12:11 | 4     |
| 4.   | Miercurea Ciuc       | 3  | 0 | 0   | 0   | 3 | 8:18  | 0     |

## Super Final
Gli incontri della Super Final si sono tenuti a Minsk, Bielorussia, dal 14 al 16 gennaio 2011.
Le quattro squadre partecipanti:
- Yunost Minsk,  Bielorussia
- EC Red Bull Salzburg,  Austria
- Dragons de Rouen,  Francia (Vincitrice gruppo D)
- SønderjyskE,  Danimarca (Vincitrice gruppo E)

### Partite
| 14 gennaio 2011 15:00 EET | EC Red Bull Salzburg | 6:1 (2:1, 1:0, 3:0) Referto | Dragons de Rouen     | Minsk Arena, Minsk Spettatori: 4200   |
| 14 gennaio 2011 19:00 EET | Yunost Minsk         | 2:1 (1:0, 1:1, 0-0) Referto | SønderjyskE          | Minsk Arena, Minsk Spettatori: 8.810  |
| 15 gennaio 2011 15:00 EET | Dragons de Rouen     | 2:4 (1:0, 1:2, 0:2) Referto | Yunost Minsk         | Minsk Arena, Minsk Spettatori: 7.800  |
| 15 gennaio 2011 19:00 EET | EC Red Bull Salzburg | 3:2 (2:1, 1:1, 0:0) Referto | SønderjyskE          | Minsk Arena, Minsk Spettatori: 4.200  |
| 16 gennaio 2011 15:00 EET | SønderjyskE          | 3:2 (0:0, 1:1, 2:1) Referto | Dragons de Rouen     | Minsk Arena, Minsk Spettatori: 3.850  |
| 16 gennaio 2011 19:00 EET | Yunost Minsk         | 4:3 (3:1, 1:0, 0:2) Referto | EC Red Bull Salzburg | Minsk Arena, Minsk Spettatori: 14.550 |

### Classifica
| Pos. |                      | PG | V | VOT | POT | P | Reti | Punti |
| 1.   | Yunost Minsk         | 3  | 3 | 0   | 0   | 0 | 10:6 | 9     |
| 2.   | EC Red Bull Salzburg | 3  | 2 | 0   | 0   | 1 | 12:7 | 6     |
| 3.   | SønderjyskE Ishockey | 3  | 1 | 0   | 0   | 2 | 6:7  | 3     |
| 4.   | Dragons de Rouen     | 3  | 0 | 0   | 0   | 3 | 5:13 | 0     |